# 水メタノール噴射装置
水メタノール噴射装置（みずメタノールふんしゃそうち、Water Methanol injection）は、エンジンの出力を向上させるための装置である。

## 概要
熱機関は熱サイクルの低温熱源と高温熱源の温度差が大きい程効率が高く、内燃機関においても吸気温度が低い程効率が高い。また、圧縮後の温度が高いとデトネーション（自己着火）がおきるため、ノッキングなどの動作不良やピストンの破壊が起きてしまう。内燃機関では、高出力の範囲において混合気の混合比の設定を最良混合比より濃く設定して、その分の過剰燃料による気化熱によって混合気の温度を下げてデトネーションを防ぐ仕組みになっているため、混合気の空燃比が最適の場合（理論空燃比）と比べて、高出力での出力が少し低下していた。
そこに、吸気に過剰な燃料よりも気化熱（蒸発熱）による冷却効率のよい水を噴射して、過剰燃料による気化熱を水の気化熱によって補い、より混合気を冷却して充填効率を改善するとともに、高出力での混合気を理論空燃比に近づけて、熱効率（出力）を高める装置が、水噴射装置である。
過給機付きのエンジンの場合は、過給機によって圧縮された温度が上昇した吸気を冷却し充填効率を改善する作用がある。航空用エンジンで用いる場合、気温の低い高空での凍結を防ぐ（不凍化）目的でメタノールが混ぜられるため、水メタノール噴射と言う。

## 特徴
メリット
- オクタン価の低い燃料でも比較的簡単に最大過給圧を上げることができる。
- 過給機からインテークマニホールドまでの吸気経路に手を加える必要が無い為、スペースの制約上エンジンの至近にインタークーラーを設置する事が難しい場合に有力な選択肢となりうる。
- インタークーラーを設置する場合、通常は吸気経路の至近、市販自動車ならばフロントグリルの開口部付近に置く事が望ましいが、航空機で抗力を出来るだけ下げる為には、機体前方に開口部を設けることは望ましくない。このような場合、エンジンから離れた位置まで吸気経路を取り回してインタークーラーを設置せざるを得なくなり、大きなターボラグや圧力損失が発生する原因にもなる。ノッキングの起こりにくいディーゼルターボではターボラグの発生を嫌ってインタークーラーを敢えて付けない構成とする場合もしばしばあり、このような制約の中で性能向上を進めていかざるを得ない場合にも水噴射は有力な選択肢となりうる。

デメリット
- 装置不使用時は不要な重量となる。（100 kg程度）
- 噴射ポンプ性能の問題で各シリンダーに均等に噴射できない場合が多く、爆発力の不均衡による激しい振動が発生する。
- シリンダー内の腐食、メンテナンス性の悪化など稼働率に与える影響
- エンジンオイルの乳化や希釈が避けがたい
- 効果を発揮できる時間は積載した水メタノールの量で制限される。

上記のようなデメリットのため、現在の過給エンジンではインタークーラー（+ ハイオクガソリン）が使われ、吸気の急冷が必要な場合は、インタークーラー表面へ水を噴射する方式が採られている。

## 第二次大戦期における水メタノール噴射の活用
第二次世界大戦期において枢軸国側の航空用エンジンに多く用いられ、ドイツではMW 50等が使用されていた。
過給圧を上げればエンジン出力も上がるが、圧縮された空気はより高温になるため、過給圧の上げすぎはエンジンノックを招き、最悪の場合はエンジンブローにつながる恐れがある。これを防ぐには、アンチノック性の高い燃料を使う・吸気温度を下げる、などの対策が必要である。第二次大戦期において、連合国側の航空機用ガソリンは100 - 120オクタン程度のオクタン価(現代の航空用ガソリン相当かそれ以上)があったが、枢軸国側は90オクタン前後(現代のレギュラーガソリン並)であったため、枢軸国側では入手不可能の100オクタン燃料は「91オクタン燃料 + 水メタノール噴射」で代用することとなり、大戦末期の日本軍およびドイツ軍の航空機用エンジンには、軒並み水メタノール噴射装置の装備が試みられた。
大日本帝国の航空機用エンジンでは、三菱重工業の火星二〇型（MK4P、ハ111）や中島飛行機の栄三一型(ハ115-Ⅰ)にて搭載が行われた。
先に実戦投入されたのが火星二一型を搭載した大日本帝国海軍の主力陸上攻撃機である一式陸上攻撃機二二型(G4M2)で、試作機は1943年（昭和18年）2月に海軍に引き渡され、生産機は1943年（昭和18年）7月から引き渡しが始まっている。一式陸上攻撃機は一一型では水メタノール噴射を搭載しない火星一五型（離昇出力1460馬力）を搭載していたが、二二型での火星二一型への換装により離昇出力が1850馬力に向上している。
小型機においては、大日本帝国海軍の主力戦闘機である零式艦上戦闘機では栄三一型は「調整が困難かつ実効がほとんど認められないどころか性能低下の一因ともなる」と酷評され、同時期に減速遊星歯車の不具合に起因するプロペラ破損のトラブルに技術陣が掛かりきりになった事もあり、栄三一型搭載の五三丙型 (A6M6c) は試作1機で終わり、装置の多くは倉庫で埃を被ることになった。この結果、栄二一型装備のまま生産された五二丙型 (A6M5c) は武装・防弾のみの強化となり、出力向上がないまま正規全備重量が3,000kg近く増加したことで、その代償として運動性能・上昇力が大幅に低下する結果を招いた。この混乱が治まった後に栄三一型の審査は再開されたものの、審査終了が敗戦間際であったため、栄三一型装備の零戦が多数配備されるまでには至らなかった。同時期に生産された誉(ハ45)にも水メタノール噴射装置は搭載されたが、調整や整備以前にガソリンのオクタン価の低さも一因となり、海軍では満足に稼働させる事すら困難を極めたまま敗戦を迎えている。
一方、大日本帝国陸軍は既に型落ちとなり始めていた一式戦闘機「隼」の強化策の一環として栄三一型（ハ35-31）を小改良したハ115-II（ハ35-32、栄三二型）を搭載し、一式戦闘機三型として1,153機を戦地へ送り出した。量産開始は1944年（昭和19年）7月。陸軍側の資料では一式戦三型を担当した大島設計主務は「速度は零戦の各型より優速となり、上昇力、航続距離、操縦性何れも上回り、劣っているのは武装のみ」と水メタノール噴射装置を好意的に評し、パイロットの証言としても「自分が生き残る事が出来たのは一式戦三型に載っていたからであり、他の機種では恐らく生き残れなかっただろう」と言わしめる程の効果を発揮したという。海軍が手を焼いたハ45（誉）搭載の四式戦闘機「疾風」についても、飛行第四十七戦隊「整備指揮小隊」のように、エンジンに対する深い見識を持つ指揮官が地上要員とパイロットの協同で整備に当たらせる事で敗戦まで稼働率90%以上を維持した部隊も存在した。パイロットがある種の特権階級であった海軍と異なり、陸軍では伝統的にパイロットも手空き時に整備兵と共に機体の整備に参加する風習があり、これを最大限に活用したのである。同戦隊整備指揮班長刈谷正意中尉によれば、「47戦隊で100パーセント働いた」誉エンジンが他部隊で動かなかったのは「日本海軍の整備教育が間違っていたから」であり、「疾風（誉）のせいじゃない」と回想している。また、日本陸軍は太平洋戦争(大東亜戦争)開戦前よりドイツ第三帝国の高速試験機メッサーシュミットMe 209に対抗すべく、東京帝国大学航空研究所と協同で研三(キ78)の研究を進めており、過給機の改造と純メタノール噴射併用で、1943年10月5日の第二十四回飛行試験では計器指示速度682km/hを出し、計器誤差修正後の真速度は日本のレシプロ機中最速となる699.9km/hを達成した。この事からも日本陸軍の技術陣は水メタノール噴射装置の重要性を早くから理解していたものとの声もあるが、上記のように水メタノール噴射装置搭載機の実戦投入は日本海軍が先であること、さらに日本海軍において栄三一型の審査が行われていた際、栄二一型の減速歯車のトラブルにより栄三一型の審査が遅延したという事情もあることから、一概に日本海軍が無理解であったというわけではない。むしろ、刈谷中尉の述懐のとおり、整備技術が属人的であり体系的な整備教育が行われていないなど、前近代的な体制であった帝国陸海軍の航空機運用体制こそが問題であろう。

## ジェット機での採用

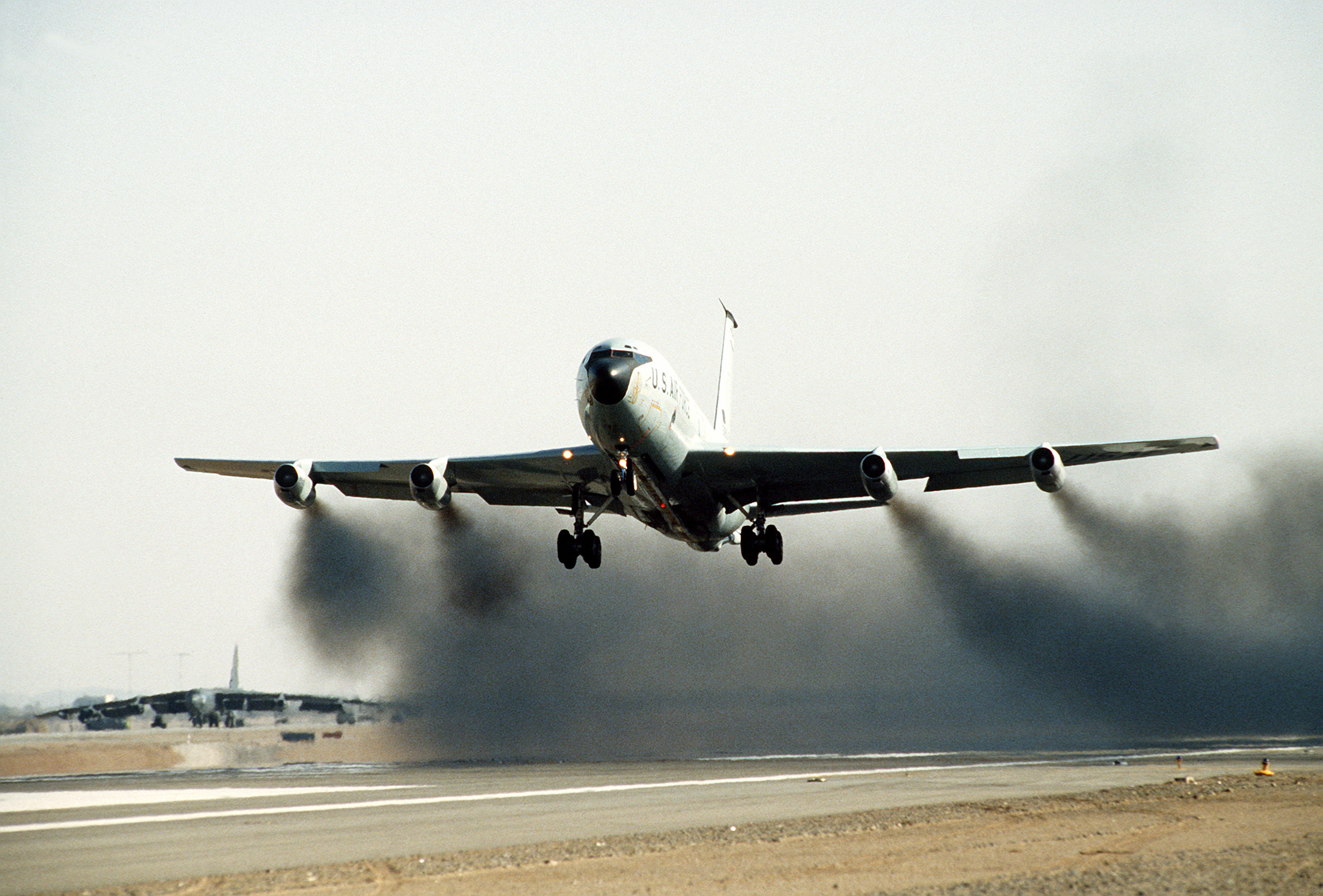
ウエットテイクオフを行うJ57エンジン搭載のKC-135

水メタノール噴射装置は主にレシプロエンジンで用いられたが、ジェットエンジンでも使用例がある。
B-52爆撃機の初期型など、1950年代に登場したジェット機では、離陸時の推力向上を目的に水メタノール噴射装置が搭載されているものがあった。
水メタノール噴射時には多量の黒煙を排出したため、装置の使用 / 不使用が外部から容易に確認可能であった。
F-4戦闘機において、エンジンに水メタノール噴射装置を付加する事によって、最大速度M3.2、巡航速度M2.7を目指した。しかしながら、F-4の高性能化が可能であるという事実がF-15戦闘機の開発に悪影響を与えるのではないかという懸念と、水噴射の安全性と信頼性が問題視され、開発は中途で頓挫した。
1969年に登場したボーイング747旅客機でも、水噴射装置を搭載したJT9Dエンジンでは特に温暖地での離陸時の推力不足を補っていた。

## 自動車での利用
自動車でも歴史上いくつかの市販車で水メタノール噴射装置の装着が行われた。アメリカ車では1961-63年式オールズモビル・カトラスでは市販車史上初のターボモデル、F-85 ジェットファイアーを設定しているが、この時選定された215Cu-in(3.52L)のオールズモビル・V8エンジンには同年発売のシボレー・コルヴェアのターボモデルと異なり、水メタノール噴射装置が搭載されていた。オールズモビルは水メタノール混合液を「ターボ-ロケット・フルード」と称して販売していた。欧州車では1978年のサーブ・99ターボSが水メタノール噴射装置を搭載している。
モータースポーツでもターボチャージャーの普及と共に水メタノール噴射装置の設置が試みられた。特にスペースの制約が航空機並みに大きいフォーミュラカーでは水メタノール噴射装置は性能向上の有力な選択肢の一つであったが、フォーミュラ1では一部のチームに残された自然吸気エンジンとの併走の中でいくつかの大きな事件も引き起こした。初期のF1ターボエンジンであるルノー・EF型エンジンは1982年モデルより水メタノール噴射装置を用いるようになり、ルノーユーザーのロータス・98Tなどがこれを利用した。当時のほとんどのF1コンストラクターがターボエンジンと水メタノール噴射装置の搭載を行う中、自然吸気勢にもハンディキャップとして水タンクを含むバラストを搭載する最低重量規制が敷かれた。1982年の時点ではブラバムやウィリアムズF1などの自然吸気勢はディスクブレーキに水を噴射する「水冷ブレーキ」なる機構を考案してターボ勢に対抗するが、本戦中に水を捨てて軽量化し、レース終了後にタンクに水をつぎ足す事で車検をパスするという手法は国際自動車連盟の抗議により間もなく使用できなくなり、これに抗議するFOCAにより1982年サンマリノグランプリの大量ボイコットという事態に至ってしまう。このような背景の中、1984年の時点で唯一の自然吸気エンジンユーザーとして残されたティレルが引き起こしたのが、今日も続く論争となっている「水タンク事件」であった。世界ラリー選手権では1982年のランチア・ラリー037、2000年代のシュコダ・ファビアWRC、スバル・ワールド・ラリーチームがスバル・インプレッサWRC2005に水メタノール噴射装置を搭載した。チューニングカーの世界では、インタークーラーを装着してもなお吸気冷却に不足が生じる事態が発生した場合に、水メタノール噴射装置を追加する事が問題解決の有力な選択肢であると認識されている。
性能向上策以外では、マザーアースニュースが伝えるところに因れば、1970年代には強化の一途を辿る自動車排出ガス規制や燃費対策として水メタノール噴射装置を研究するメカニックも存在したという。トロニータ・パット・グッドマンは1964年にレース用ポルシェに水メタノール噴射装置を搭載し大きな性能向上が認められたが、レース運営者はレギュレーションでこれを禁止する事で対応した。その後1978年にフォード・フィエスタにスモッグポンプの制御機構と連動して作動する水メタノール噴射装置を搭載し、12.7:1という高圧縮比のピストンを組み込む事で50マイル毎ガロン(約21.25km/L)の燃費を記録した。グッドマンの装置は1980年に米国特許4300484Aを取得しているが、78年当時でも財政難が伝えられており、その後大きな広まりを見せる事は無かったようである。同時期にロン・ノバックも簡単にDIYできる非常に簡素な構造の水メタノール噴射装置を製作しており、自身のホンダ・シビックなどの車両に組み込んで平均6%の燃費向上を認めたという。
ノバックの水メタノール噴射装置はクランクケースブリーザー(PCV)からキャブレターへと繋がれている真空ホースに水メタノール混合液を満たした樹脂製ボトルを接続し、ボトル内の混合液の蒸気をキャブレターに吸い込ませるというもので、これと類似した構造で混合液の蒸気ではなく混合液その物を直接吸い込ませる水メタノール噴射装置がニュージーランドのロバート・マンによっても考案されている。このようなエンスージアストの手でDIYされた水メタノール噴射装置は、元々は1950年代末から1960年代に掛けて始動性の向上などを目的として米国内で特許取得された補助燃料タンクを応用したものであり、装置の取り付けと共にディストリビューター調整による点火時期の進角や圧縮比向上、空燃比の希薄化、オクタン価の低下などの車両チューニングを併用するものであったが、単に取り付けるだけで燃費が大幅に向上する事を謳う燃費向上グッズとして大規模に商業展開されたものとして悪名高いのが、1969年にオートモーティブ・パフォーマンス社により特許取得された「ベーパー・インジェクター」である。オートモーティブ・パフォーマンス社は1971年にAPO・オブ・アメリカに改称し、1975年頃までポピュラーサイエンス誌やポピュラーメカニクス誌などに盛んに広告を掲載していたが、1976年1月にアメリカ合衆国環境保護庁(EPA)がフルノーマル状態の1971年式シボレー・ベガを用いた大規模なロードテストを実施した結果、APOの「マークII・ベーパー・インジェクター」は少なくとも燃費向上策としてはほとんど実効性が見られない事が明らかとなり、APO・オブ・アメリカは以後急速に衰退していった。なお、APOの日本法人として1971年から1975年までマルチ商法の形態で事業展開を行ったのが、波和二率いるAPOジャパンであった。
2015年にはBMWがM4 GTSに水メタノール噴射装置を搭載し、同年のMotoGP公式セーフティーカーとして発表、2016年からの市販を行うとした。この技術はボッシュが「ウォーター・ブースト」と称して開発を行っており、同社によれば最大4%の二酸化炭素の減少、最大5%のエンジン出力向上と最大13%の燃費向上が行えると主張している。